# Сеймур, Эдвард Хобарт
Эдвард Хобарт Сеймур (англ. Edward Hobart Seymour; 30 апреля 1840 — 2 марта 1929) — адмирал флота Великобритании.

## Биография
Он был внуком контр-адмирала сэра Майкла Сеймура, баронета (1768—1834), и племянником адмирала сэра Майкла Сеймура (1802—1887). Обучался в Рэдли-колледже и в Военно-морской академии Истмена в Саутси.
Эдвард Сеймур служил на Чёрном море вплоть до эвакуации войск из Крыма. По окончании Крымской войны, будучи ещё мичманом, он был назначен на линейный корабль «Калькутта» Китайско-Остиндской станции, который являлся флагманом его дяди, адмирала сэра Майкла Сеймура.
В декабре 1857 года принял участие во взятии Гуанчжоу. 4 мая 1859 года Сеймур было присвоено звание младшего лейтенанта. В сентябре 1860 года в чине лейтенанта на фрегате «Чезапик» принял участие в сражении за форты Дагу.
В декабре 1897 года в чине вице-адмирала Сеймур был назначен главнокомандующим Китайской станцией Королевского флота, его флагманом стал «Центурион». Служба была мирной, пока не началось Ихэтуаньское восстание. Сеймур взял на себя командование Морской бригадой, которая в составе союзных сил штурмовала Пекин.
Получив звание полного адмирала 24 мая 1901 года, Сеймур вернулся в Портсмут, где его приветствовали тысячи людей, выстроившихся вдоль пляжа и пирса, и лорды Адмиралтейства удостоили его визита на его флагман. 9 ноября 1900 г. он был удостоен звания кавалера Большого креста Ордена Бани (GCB); В конце сентября 1901 года он был принят на личной аудиенции королем Эдуардом VII , который вручил ему знаки отличия ордена. Он также был награждён прусским орденом Красного Орла I степени со скрещенными мечами в апреле 1902 года.
В мае 1902 года он входил в состав делегации во главе с герцогом Коннотским для участия в церемонии интронизации в Мадриде молодого короля Испании Альфонсо XIII , за что был награждён Испанскими крестами за морские заслуги .
Сеймур был одним из первых получателей Ордена «За заслуги» (OM) в списке коронационных наград 1902 года, опубликованном 26 июня 1902 года, и получил орден от короля Эдуарда VII в Букингемском дворце 8 августа 1902 года. 3 октября 1902 он также был назначен первым и главным военно-морским адъютантом короля .
Получив звание адмирала флота 20 февраля 1905 г. и назначенный кавалером Большого креста Королевского Викторианского ордена 15 мая 1906 г., Сеймур стал командиром эскадры со своим флагом на линейном крейсере HMS Inflexible , отправленном в присутствовать на торжествах в Бостоне в 1909 году . В ноябре 1909 года он был приведен к присяге в Тайном совете . Он уволился из военно-морского флота в апреле 1910 г. и умер в своем доме в Мейденхеде 2 марта 1929 г. К моменту своей смерти он был последним из оставшихся в живых членов первоначального состава Ордена заслуг.

## Семья
Сеймур не был женат и не имел детей.